# Šekelja, Marko Brišničanin
Marko Brišničanin Šekelja  (Tomislavgrad, 1958.), hrvatski je pjesnik iz BiH.
Djela: Vrisak krša (pjesme, 1985.). 